# День фотографа
День фотографа — 12 липня відзначають всесвітній день фотографа.
Натомість Росія зробила цього дня власний фото-фестиваль.
Започаткував фестиваль 12 липня 2009 року власник і головний редактор журналу «Российское фото» Володимир Повшенко. За його словами, задачею фестивалю було щоби "фотографи визнали цей день своїм професійним святом, приймали поздоровлення та відзначали його з колегами". "День фотографа" — зареєстрований товарний знак у Російській Федерації.
У 2009 році захід називався «Перший Російський Фестиваль-Свято День Фотографа-2009», організаторами першого фестивалю, крім Володимира Повшенка, виступили Михайло Шевелев — керівник московської фотостудії Studio Up і бізнес-тренер Михайло Графський від російського агентства з організації заходів «Академия Приключений».
Організатори оголосили, що вибрали 12 липня на честь дня святої Вероніки, яка за легендою супроводжувала Христа на його шляху на Голгофу і дала йому лляну хустку, щоб він міг витерти з обличчя кров і піт, на якій закарбувався Лик Ісуса. Організатори також стверджують, нібито після винаходу фотографії папським декретом свята Вероніка була оголошена покровительницею фотографії та фотографів, не зазначаючи при цьому ні імені Папи, ні дати, хоча ця подія невідома католицьким джерелам.
У зв'язку зі спекою і торф'яними пожежами в Московській області фестиваль у 2010 році двічі переносився спочатку на 14-15 серпня, потім на 11-12 вересня згідно з постановою Департамента Міністерства Культури Російської Федерації про заборону проведення культурно-масових заходів на відкритому повітрі. Однією із подій Фестивалю 2010 року був збір підписів за визнання 12 липня «Днем фотографа», як офіційне професійне свято Російської Федерації.
У 2011 році фестиваль відвідало понад 15 тис. гостей, вперше були присутні відомі іноземні фотографи.
Із 2012-2013 років святкування також починають відбуватися і у інших містах Росії.
З 2017 року ряд українських ЗМІ оголосили нібито цей день відзначається у всьому світі, та що це свято нібито проголосив Папа Римський.